# Dalia Grybauskaitė
Dalia Grybauskaite (pronunciat [daˈljɛ griːbausˈkaiteː]) (Vílnius, 1956), economista, diplomàtica i política lituana, va ser la primera dona Presidenta de Lituània (2009-2019). Anteriorment havia estat Comissària Europea de Programació Financera i Pressupostos en la Comissió Barroso.

## Biografia i formació
Grybauskaite va néixer l'1 de març de 1956 a la ciutat de Vílnius, que en aquells moments formava part de la Unió Soviètica però que avui en dia és la capital de Lituània. Va estudiar economia a la Universitat de Sant Petersburg, on es va llicenciar el 1983. Posteriorment amplià els seus estudis a la Universitat de Moscou, on es doctorà el 1988. Després de la independència lituana, va viatjar als Estats Units per estudiar relacions internacionals a l'Escola Edmund A. Walsh de la Universitat de Georgetown.

## Activitat política
El 1990 fou nomenada professora de l'Institut d'Economia de Lituània, sent-ne la seva directora el 1991. Aquell any fou nomenada Ministra de Relacions Econòmiques Internacionals de Lituània, convertint-se el 1993 Ministra d'Afers Exteriors i cap de la delegació del seu país per a formar part de l'Àrea de lliure comerç de la Unió Europea (UE) i el 1994 fou nomenada ambaixadora del seu país davant aquest organisme.
Entre 1996 i 1994 fou ambaixadora als Estats Units d'Amèrica i entre 1999 i 2000 Ministra de Finances, càrrec des del qual aconseguí l'entrada del seu país al Banc Mundial i el Fons Monetari Internacional. El 2000 fou nomenada altre cop Ministra d'Afers Exteriors, càrrec des del qual liderà les negociacions bilaterals entre Lituània i la UE per aconseguir l'entrada del país bàltic en aquest organisme, entrada que es produí el 2004. Entre 2001 i 2004 fou Ministra de Finances, càrrec que abandonà l'1 de maig d'aquell any per esdevenir membre de la Comissió Prodi, sent nomenada Comissària Europea d'Educació, Formació i Cultura. En la formació de la Comissió Barroso el novembre de 2004 fou nomenada Comissària Europea de Programació Financera i Pressupostos, càrrec que ostentà fins a la seva presa de possessió com a Presidenta de Lituània.

## Presidenta de Lituània (2009-2019)
El 26 de febrer de 2009 anuncià oficialment que es presentava a les eleccions presidencials del 17 de maig de 2009. Al cap de pocs dies rebé el suport del govern conservador d'Andrius Kubilius, i del seu partit, la Unió Patriòtica - Democristians Lituans (TS-LKD). En les enquestes prèvies Grybauskaitė fou que més intenció de vot tingué. A les eleccions del 17 de maig de 2009, Grybauskaitė obtingué 949,357 vots (69,08%) enfront del candidat socialdemòcrata Algirdas Butkevičius que n'obtingué 162,549 (11,83%).
Així el 12 de juliol de 2009 fou nomenada presidenta amb un gran simbolisme, ja que era la primera dona que ocupava aquest càrrec. I després de ser reelegida el 2014, ho fou fins al 2019. La seva presidència es caracteritzà per l'adopció de mesures d'austeritat per solucionar la crisi econòmica de 2008, un major acostament a la Unió Europea, tensions diplomàtiques amb Rússia i l'adopció de l'euro.
Amb posterioritat ha passat a ocupar la copresidència del grup d'alt nivell sobre responsabilitat financera internacional, transparència i integritat de les Nacions Unides (Financial Accountability, Transparency and Integrity) per assolir l'agenda 2030.